# الوكالة الوطنية الجنوب إفريقية للفضاء
الوكالة الوطنية الجنوب إفريقية للفضاء (SANSA) هي وكالة فضاء جنوب أفريقية مسؤولة عن تعزيز وتطوير أبحاث الطيران والفضاء. تسعى إلى النهوض بالهندسة العلمية من خلال رأس المال البشري، وكذلك الاستخدام السلمي للفضاء الخارجي، وتدعم تهيئة بيئة مواتية للتنمية الصناعية لتكنولوجيات الفضاء داخل إطار الحكومة الوطنية.
تأسست في 9 ديسمبر 2010 بموجب قانون وكالة الفضاء الوطنية.
في الوقت الحالي، تشمل محاور SANSA الرئيسية استخدام البيانات التي تم الحصول عليها من الاستشعار عن بعد من خلال الأقمار الصناعية، وغيرها من المشاريع لتوفير تقييم للفيضانات والحرائق وإدارة الموارد والظواهر البيئية في جنوب إفريقيا والقارة الأفريقية.

## تاريخ
تشكلت (SANSA) بعد صدور قانون برلماني من قِبل الرئيس بالنيابة كاليما موتلانتي في عام 2009. أُسست الوكالة بقصد توحيد البحوث والمشاريع والبحوث المتعلقة بالفضاء في جنوب إفريقيا وتولي دور مركز إقليمي لأبحاث الفضاء في افريقيا.
خلال الخمسينيات والسبعينيات من القرن العشرين، تم دعم البعثات الفضائية التي أجرتها وكالة ناسا من محطة تتبع في هارتبيستهوك حيث استقبلت أول صور للمريخ من مركبة الفضاء مارينر 4 في أول رحلة طيران ناجحة للكوكب. كما ساعدت مرافق أخرى في جنوب إفريقيا في تتبع الأقمار الصناعية لتحديد آثار الغلاف الجوي العلوي على مداراتها.
في الثمانينيات من القرن العشرين، كان العمل جارياً لتطوير صاروخ حامل وقمر اصطناعي، لكن توقف المشروع بعد عام 1994. في عام 1999، أطلقت جنوب إفريقيا أول قمر اصطناعي لها، وهو (SUNSAT) من قاعدة فاندنبرغ الجوية في الولايات المتحدة. أُطلق قمر اصطناعي ثانٍ هو (SumbandilaSat) من ميناء بايكونور الفضائي في كازاخستان في عام 2009.